# Schock (2023)
Schock (Verleihtitel: Schock – Kein Weg zurück) ist ein deutscher Thriller aus dem Jahr 2023. Regie führten Denis Moschitto und Daniel Rakete Siegel nach ihrem eigenen Drehbuch. Premiere feierte der Film 2023 im Rahmen des Filmfests München, Kinostart in Deutschland war am 15. Februar 2024.

## Handlung
Bruno, Arzt ohne Approbation, fristet sein Dasein im Schatten der Legalität, indem er ohne Zulassung medizinische Dienste für Geld erbringt. Zum Beispiel wird er von dem Zuhälter Hermann gerufen, um eine Prostituierte zu behandeln. Sein Leben wird kompliziert, als die Anwältin Kreber ihn anheuert, um eine illegale Krebstherapie an einem untergetauchten Kriminellen durchzuführen. Bruno zögert zunächst, aber akzeptiert den Auftrag.
Er beschafft die benötigten Medikamente unter der Hand von seinem Bekannten Thomas, einem Apotheker, und beginnt die Behandlung. Doch bald stellt er fest, dass er betrogen wurde und dass die Medikamente nicht das sind, was sie vorgeben zu sein. In einem verzweifelten Versuch, das richtige Medikament zu bekommen, gerät Bruno zwischen die Fronten verfeindeter Krimineller.
Die Situation eskaliert weiter, als eine Prostituierte namens Naimeh stirbt und Bruno in einen Bandenkrieg verwickelt wird. Als das Leben seiner Schwester Laura und seines Schwagers Giuli gefährdet wird, schwört Bruno Rache.

## Produktion
Schock wurde von Fahri Yardims Produktionsfirma Bon Voyage Films in Kooperation mit dem WDR und Arte produziert. Die Filmstiftung NRW unterstützte Drehbuch, Produktion und Verleih mit insgesamt 550.000 Euro. Der Film wurde vollständig in NRW gedreht.

## Besetzung und Crew
Neben Autor und Regisseur Denis Moschitto spielt auch Produzent Fahri Yardım nicht nur hinter, sondern auch vor der Kamera eine der Hauptrollen. Moschitto stand bereits in der Serie Im Knast für Autor-Regisseur Daniel Rakete Siegel vor der Kamera, der zuvor bereits mit Daniel Wiemer bei Highroller und Tank und mit Torsten Voges bei Comedy Rocket zusammenarbeitete. Bei letztgenannten Produktionen war Paul Pieck ebenfalls für die Kameraarbeit verantwortlich.

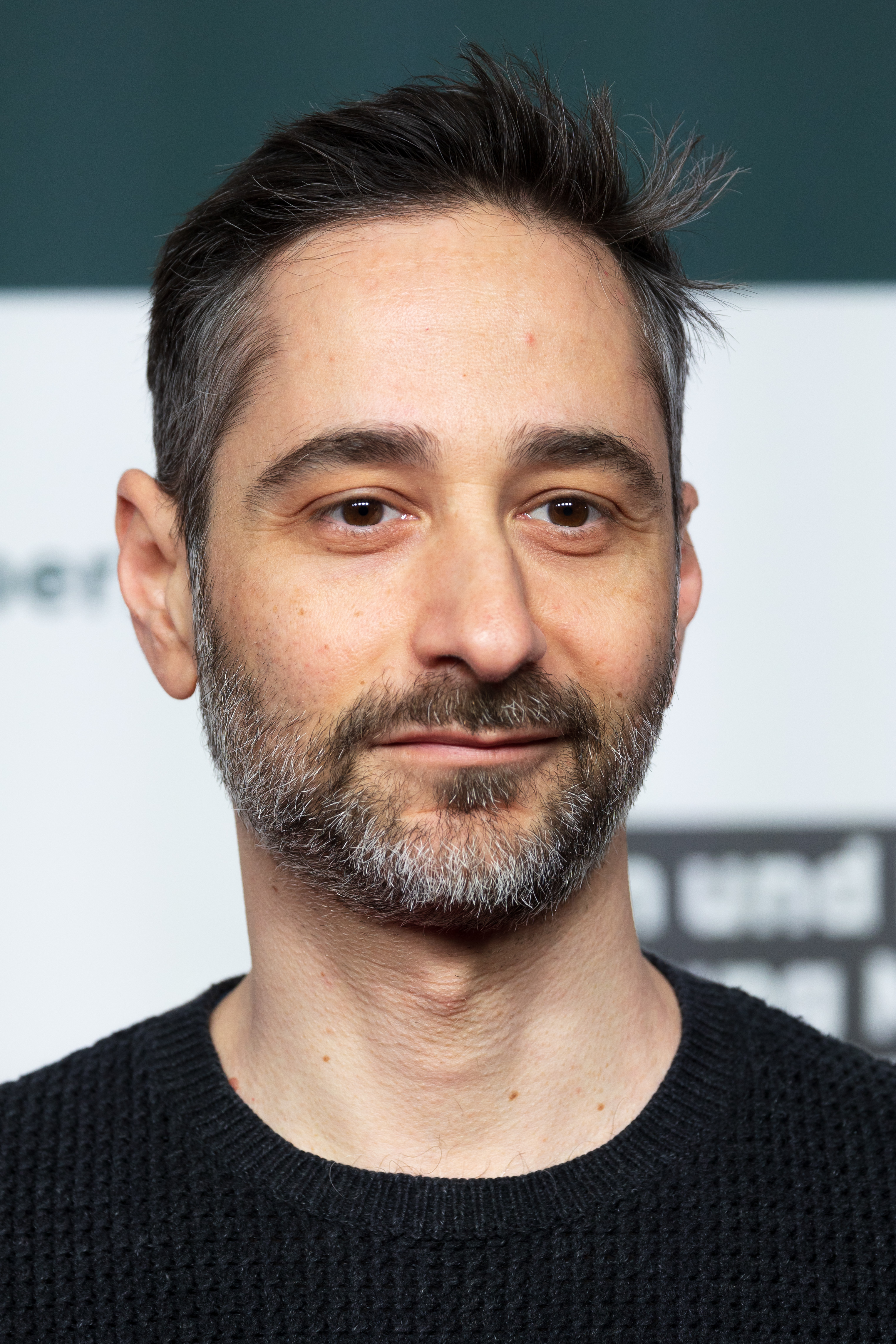
Denis Moschitto
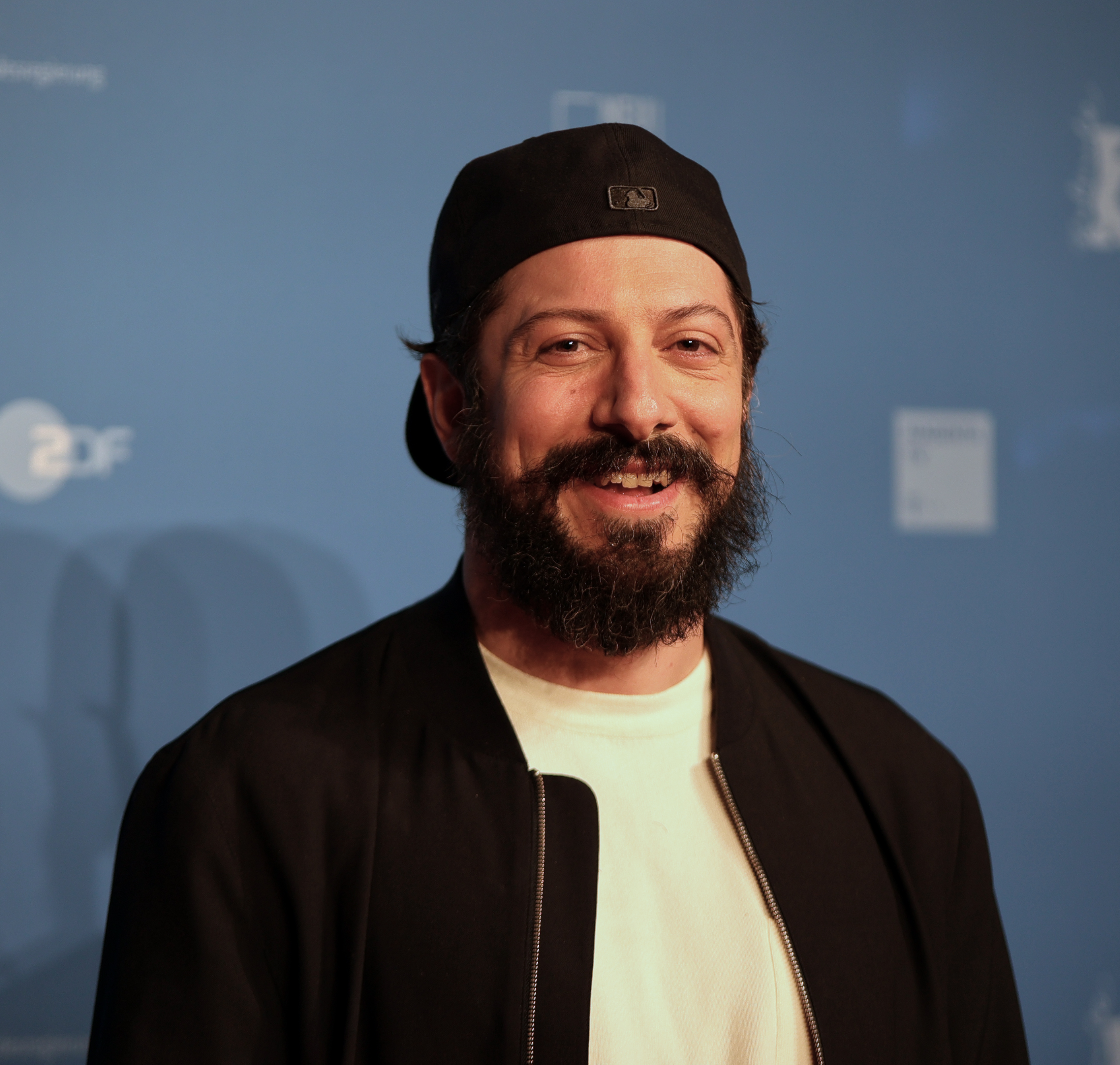
Fahri Yardım
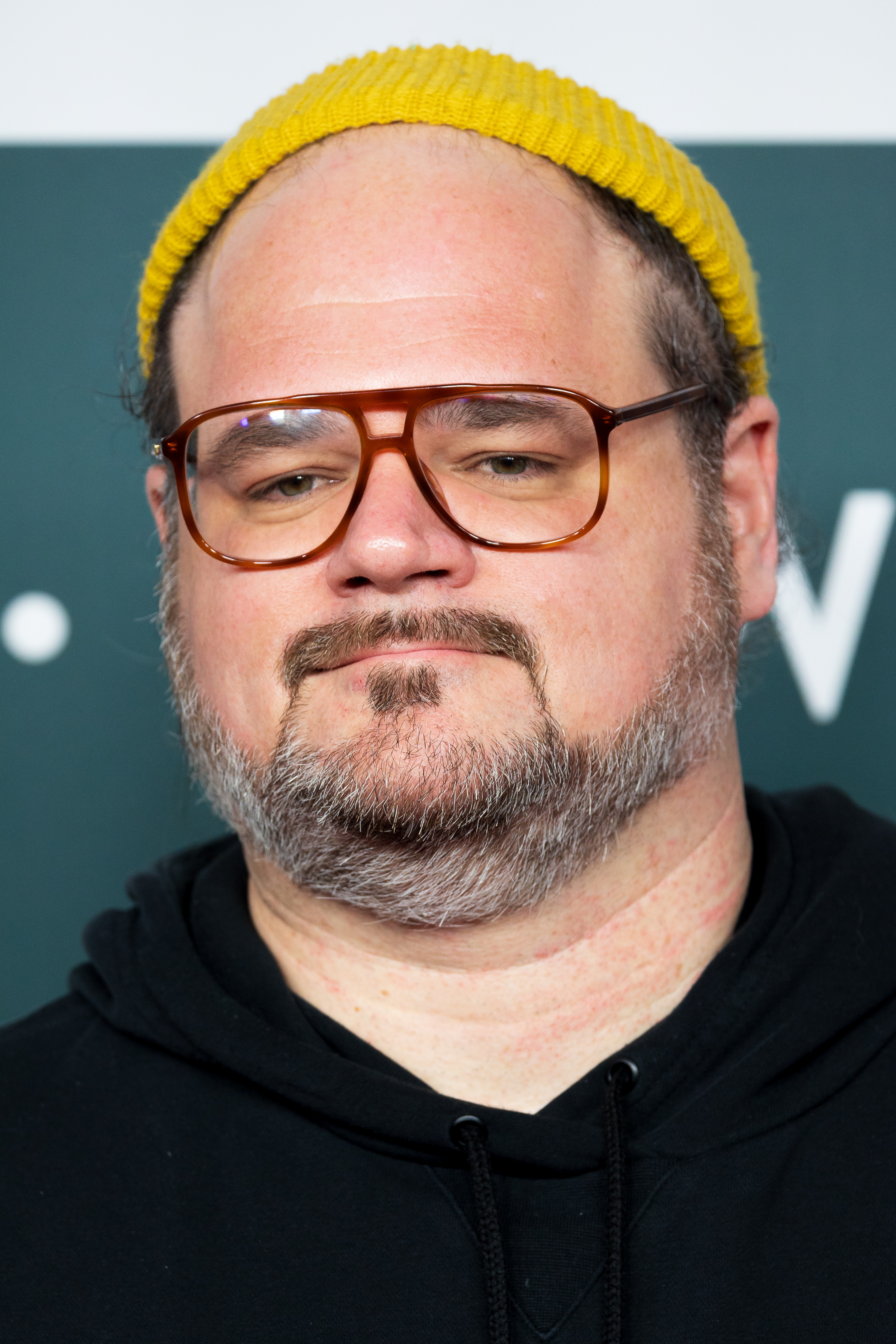
Daniel Rakete Siegel
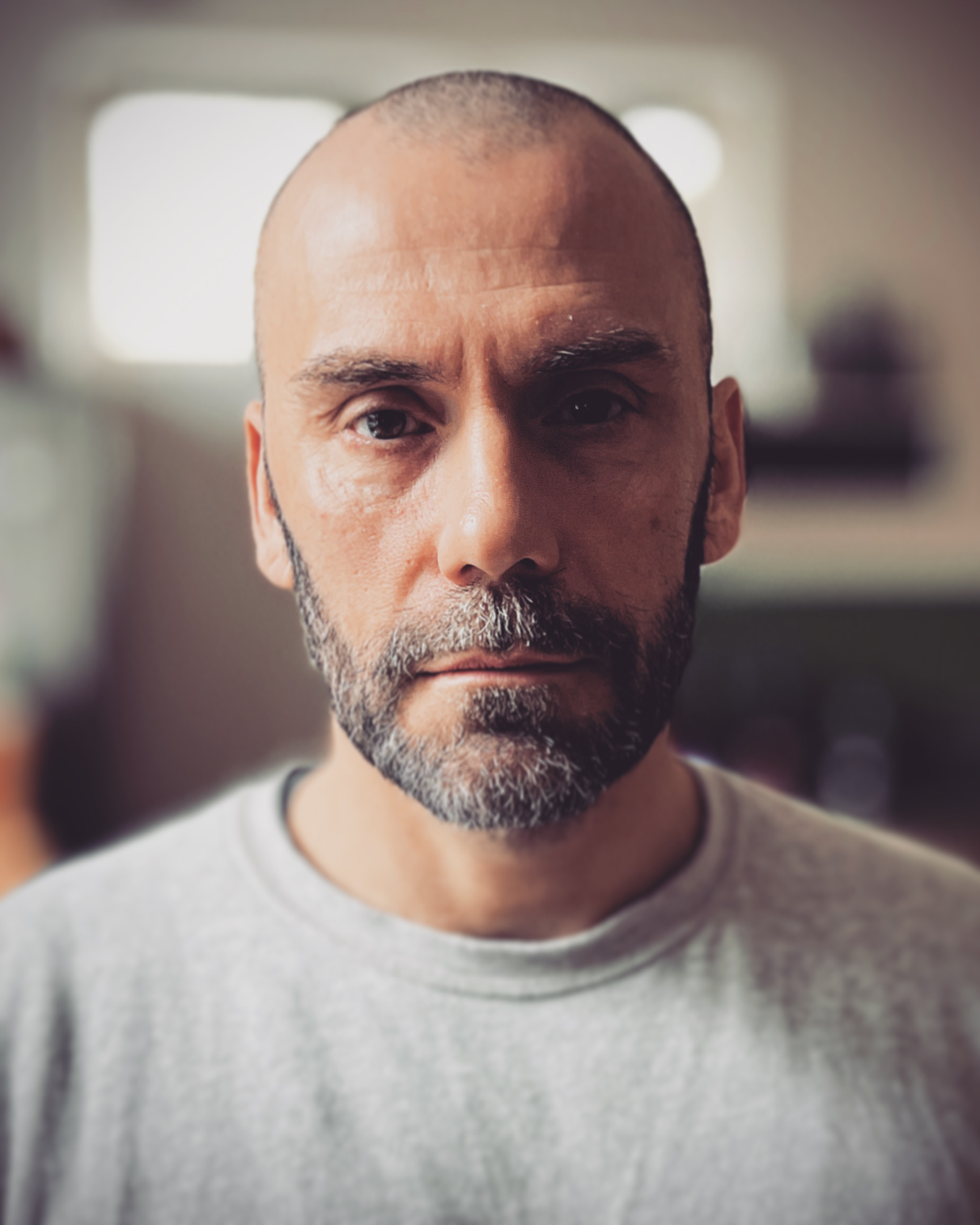
Daniel Wiemer
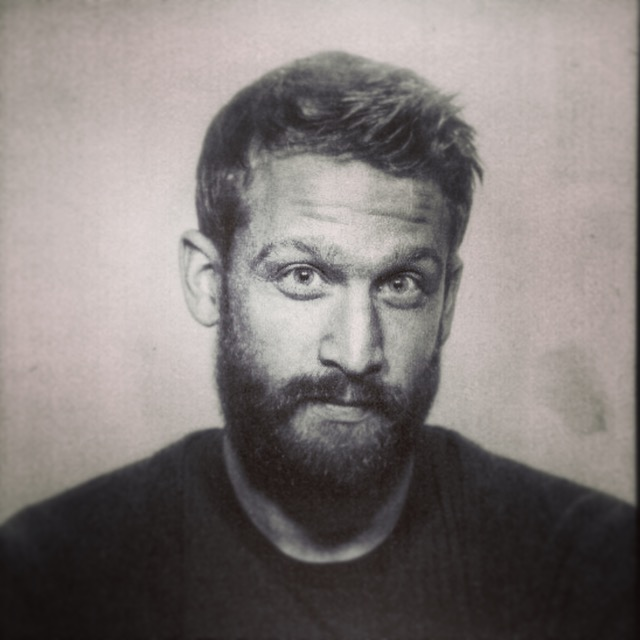
Paul Pieck

## Rezeption

### Kritik
Das Lexikon des internationalen Films lobte den Realismus als „die große Stärke“ des Films, dem es gelinge „das verrufene deutsche Genrekino mit einem intensiven Neo-Noir-Thriller zu beleben“. Schock sei „pures Körperkino, das einem in die Glieder“ fahre, bei dem „die Bilder nach[hallen]“ und man sich über „hervorragende Genre-Spannung“ freue. Die Filmzeitschrift epd Film schreibt, „die Dunkelheit in Schock“ sei „fast so umfassend wie in David Finchers Sieben“ und bescheinigt dem Film, ein „ruhiger und erstaunlich stilbewusst inszenierter Thriller“ zu sein. Hervorgehoben werden die „Synthieteppiche von Musikfrickler“ Hainbach, die sich „in den Gehörgang“ schrauben, und „die ruhig komponierten, teils neonlichtgetränkten Bilder“ von Kameramann Paul Pieck. Abschließend wird Schock als „Meilenstein“ klassifiziert.
Filmstarts bezeichnet den Film als „kleines, so dunkel wie widerständig schimmerndes Genre-Juwel“ und als „selbstbewusstes, stolzes B-Movie“. „Atmosphärisch dicht und mit denkbar düsteren Bildern ausgestattet,“ präsentiere sich „diese knallharte Gangster-Saga“, schreibt Dieter Oßwald auf programmkino.de und bescheinigt Fahri Yardım in „seiner unangestrengten Lässigkeit […] locker in der Robert de Niro-Klasse“ zu spielen. Die Zeitschrift Cinema bewertete Schock als „[a]tmosphärisch überzeugende[n] Genre-thriller [sic], der etwas zu träge inszeniert“ sei. Nochnfilm.de bezeichnet Schock als „selbstbewusstes Genre-Movie, dass sich traut, von der gleichförmigen Masse abzuweichen“. Der Rolling Stone schreibt, der Film schaffe es, „im Halblicht und zu einem dräuenden elektronischen Soundtrack das Gefühl von Abgehetztheit und wachsendem Druck mit kalter Ruhe zu vermitteln, einer Ruhe, die dem Protagonisten mehr und mehr entgleitet.“

### Einspielergebnis
An seinem Startwochenende konnte Schock deutschlandweit in 75 Kinos insgesamt 3.277 Zuschauer erreichen.

## Auszeichnungen und Nominierungen
Daniel Rakete Siegel und Denis Moschitto waren beim Förderpreis Neues Deutsches Kino 2022 in den Bereichen Regie und Drehbuch nominiert. 2024 gewann Schock den „Polizeipreis“ beim Reims Polar Filmfestival.